# District d’Amangeldi
Le district de Amangeldi (en kazakh : Аманкелді ауданы) est un district de l'oblys de Kostanaï, situé au nord du Kazakhstan.

## Géographie
Le centre administratif du district est la ville d'Amangeldi.

## Démographie
En  2013, le district a une population de 17 222 habitants.